# کمبود کمپلمان
کمبود کمپلمان (به انگلیسی: Complement deficiency) کمبود ایمنی ناشی از عدم وجود یا کار نابهینه یکی از پروتئین‌های سامانهٔ کمپلمان است. به دلیل ناهنجاری در دستگاه ایمنی، بسیاری از ناهنجاری‌های کمپلمان هرگز تشخیص داده نمی‌شوند. برخی از مطالعات برآورد می‌کنند که کمتر از ۱۰ درصد شناسایی شده‌اند. هیپوکمپلمانمی ممکن است به‌طور کلی برای اشاره به کاهش سطوح کمپلمان استفاده شود، در حالی که ناهنجاری کمپلمان ثانویه به معنای کاهش سطوح کمپلمان است که مستقیماً به دلیل ژنتیکی نیست، بلکه ثانویه به دلیل یک بیماری پزشکی دیگر است.

## تشخیص
تست‌های تشخیصی مورد استفاده برای تشخیص کمبود کمپلمان عبارتند از:
- اندازه‌گیری CH50
- روش‌های ایمونوشیمیایی /آزمایش
- غربالگری کمبود C3
- لکتین اتصال مانوز (مطالعه آزمایشگاهی)
- سطوح پلاسما / پروتئین‌های تنظیم‌کننده (مطالعه آزمایشگاهی)

شیوع کمبود C2 در کشورهای غربی یک نفر از هر ۲۰۰۰۰ نفر است.